# Capitalismo informacional
O conceito de Capitalismo informacional foi proposto na obra "Sociedade em Rede" e elege a tecnologia de informação como o paradigma das mudanças sociais que reestruturaram o modo de produção capitalista, a partir de 1980. Trata-se de uma teoria que observa a sociedade da virada do século XX para o século XXI, e assinala uma nova realidade de práticas sociais geradas pelas transformações decorrentes da “revolução tecnológica concentrada nas tecnologias de informação” (1999:39) .

## O conceito
Nuclearmente, o capitalismo informacional se baseia nas mudanças provocadas pelas novas tecnologias de informação e é formulado a partir de dois eixos analíticos para a compreensão das dinâmicas das sociedades: modos de produção (capitalismo e estatismo), e modos de desenvolvimento (agrário, industrial e informacional).
Tais mudanças também foram observadas nas formulações teóricas de outros estudiosos, como, por exemplo, Pierre Lévy em sua obra Cibercultura. O tema do capitalismo informacional também foi tratado por Dan Schiller no livro "A globalização e as novas tecnologias" escrito em 1999 em que o autor apresenta a evolução das redes técnicas de comunicação e o processo que colaborou para dar azo a um mercado baseado na mercantilização da informação. O autor brasileiro Marcos Dantas também apresenta importantes contributos para compreensão da mudança no modo tradicional de produção capitalista até a sua atual configuração. 
Assim como Ulrich Beck, Anthony Giddens e Scott Lash discutiram na obra "Modernização Reflexiva", o conceito pressupõe o caráter transformador das novas práticas sociais advindas da revolução tecnológica, principalmente no campo das tecnologias da informação, que resultariam na criação de uma nova estrutura social que se manifesta de acordo com a diversidade cultural e de acordo com as instituições existentes. 
O conceito de capitalismo informacional sugere uma reestruturação do capitalismo, cujas mudanças ainda se mantém em curso, e que, entre outros fatores, acentuam um desenvolvimento desigual e global, colocando segmentos e territórios avançados ao lado de bolsões de pobreza e miséria na economia global. Por essa perspectiva, as mudanças tecnológicas não se restringem aos limites do desenvolvimento econômico, e tornam-se responsáveis por modificações sociais tão agudas que redefinem as relações entre gêneros, grupos familiares e a biografia dos indivíduos.
O conceito empreende uma interação dialética entre tecnologia e sociedade, na qual a importância da tecnologia reside em incorporar a sociedade, ainda que a tecnologia não possa determinar a sociedade. Por sua vez, a sociedade utiliza a inovação tecnológica, mas também não é capaz de determiná-la. Dessa dialética, o autor entende que o Estado assume o papel fundamental de desenvolver ou paralisar a evolução tecnológica, e, mesmo sem determiná-la, pode estimulá-la ou freá-la.
É uma interpretação que propõe o rejuvenescimento do capitalismo a partir do informacionalismo, e, portanto, crê que a ausência da tecnologia de informação teria limitado a realidade do próprio capitalismo. Para melhor compreensão do conceito, é possível perceber a diferença entre as palavras “indústria” e “industrial”, quando se observa que a sociedade industrial não significa uma sociedade que tenha indústrias, mas sim aquelas nas quais as formas sociais, tecnológicas e os hábitos da vida cotidiana são por ela influenciados. Analogicamente, Castells distingue o termo “informação” (fundamental em todas as sociedades) do termo “informacional”, uma espécie de atributo de organização social.
Conseqüentemente, a revolução tecnológica atual tornou-se uma ferramenta básica do capitalismo, originando-se e desenvolvendo-se no período histórico atual, e modelando o capitalismo informacional.

## Principal teórico
O conceito foi proposto pelo sociólogo Manuel Castells, no livro "A Sociedade em Rede", que foi escrito ao longo de 12 anos, e que contou com o apoio de pesquisadores de diversos países na coleta de dados disponíveis e na formulação de teorias exploratórias. É uma proposta que busca entender uma nova estrutura social, que se manifesta de diversas maneiras por conta da diversidade cultural e das instituições existentes em todo o planeta. 